# سیمون ادر
سیمون ادر (انگلیسی: Simon Eder؛ زادهٔ ۲۳ فوریهٔ ۱۹۸۳) ورزشکار دوگانه اهل اتریش است.
از افتخارات وی میتوان به کسب مدال نقره در بازی‌های المپیک زمستانی ۲۰۱۰ و مدال برنز در بازی‌های المپیک زمستانی ۲۰۱۴ اشاره کرد.